# Governo da República Democrática da Geórgia no Exílio
```
   |-
       |
Erro:
:  
valor não especificado para "
nome_comum
"

   |-
       | 
Erro:
:  
valor não especificado para "
continente
"
```

Depois que o Exército Vermelho Soviético invadiu a Geórgia e os bolcheviques conquistaram o país no início de 1921, o Parlamento da República Democrática da Geórgia (DRG) decidiu que o governo deveria ir para o exílio e continuar a funcionar como o Governo Nacional da Geórgia (NGG).

## História

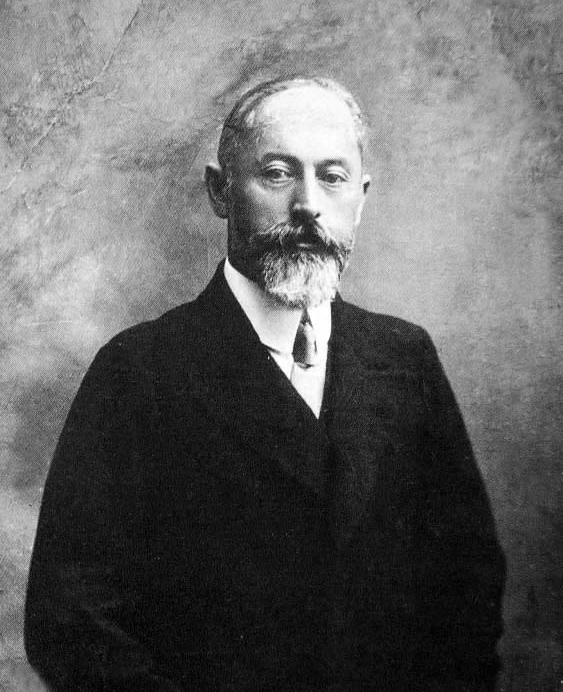
Noi Jordania, presidente do segundo e terceiro Governo da Geórgia.

### Exílio para França
Depois da guerra com os soviéticos ter sido irreversivelmente perdida, a Assembleia Constituinte da Geórgia, dirigida por Karlo Chkheidze,  na sua última sessão em Batumi, em 18 de Março de 1921, decidiu pelo exílio do governo do  Partido Social Democrata Georgiano (Menchevique), gerenciado por Noi Jordania.  No mesmo dia, os membros do governo, vários deputados da Assembleia Constituinte da Geórgia, alguns oficiais militares e seus familiares embarcaram no navio Ernest Renan e navegaram primeiro para Istambul, Turquia, e depois para França, cujo governo concedeu asilo político aos emigrados georgianos.

### Preparação para a revolta de 1924

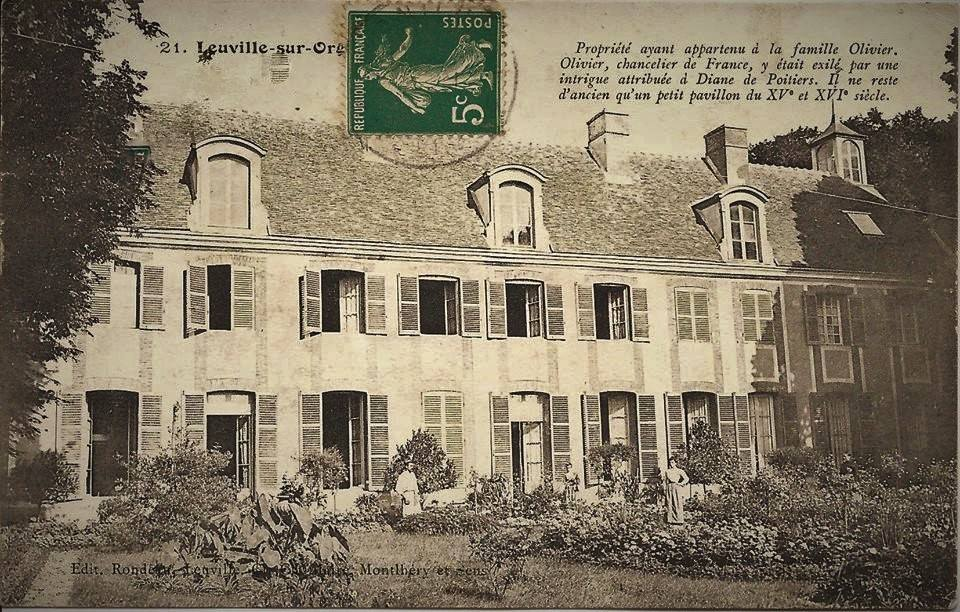
Propriedade de Leuville, vista em um cartão postal de 1910.

Utilizando fundos estatais da Geórgia, o governo comprou um domínio 5 hectares (12 acre(s)s) em torno de um pequeno castelo em Leuville-sur-Orge, uma cidade localizada perto de Paris. Leuville foi declarada residência oficial do governo no exílio. Embora os emigrados vivessem uma escassez permanente de dinheiro, o governo de Zhordania manteve relações com o ainda popular Partido Social Democrata Georgiano (Menchevique) e outras organizações anti-soviéticas na Geórgia, constituindo assim um incómodo para as autoridades soviéticas. A NGG encorajou e ajudou o Comité para a Independência da Geórgia, um bloco interpartidário na Geórgia, na sua luta contra o regime bolchevique, que culminou na Revolta de Agosto de 1924. Antes da revolta, Noe Khomeriki,  o Ministro da Agricultura no exílio, Benia Chkhikvishvili,  o ex-prefeito de Tbilisi, e Valiko Jugheli,  o ex-comandante da Guarda Popular, retornaram secretamente à Geórgia, mas foram presos e executados logo em seguida pela polícia secreta soviética, a Tcheka.

### Atenção internacional na Geórgia

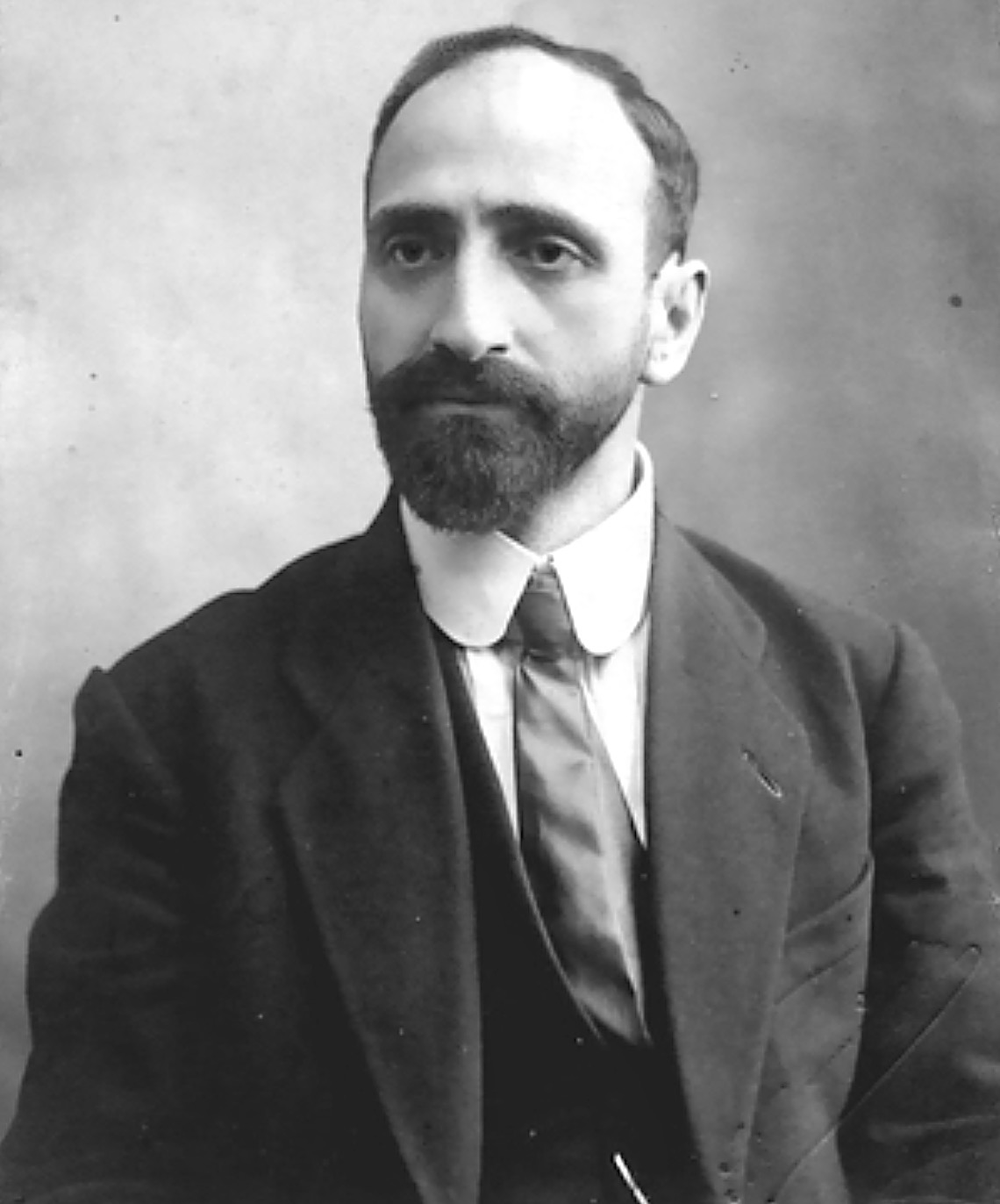
Noe Ramishvili, presidente do primeiro governo da Geórgia.

O NGG tentou chamar a atenção internacional para os assuntos georgianos em diversas ocasiões. Vários memorandos pedindo assistência para a causa da independência da Geórgia foram enviados aos governos britânico, francês e italiano, bem como à Liga das Nações, que adotou duas resoluções, em 1922 e 1924, endossando a soberania da Geórgia. Geralmente, porém, o mundo negligenciou em grande parte a violenta conquista soviética da Geórgia. Em 27 de março de 1921, o governo exilado da Geórgia emitiu um apelo a partir dos seus escritórios temporários em Istambul a "todos os partidos socialistas e organizações de trabalhadores" do mundo, protestando contra a invasão da Geórgia. O apelo foi ignorado, no entanto. Para além dos editoriais apaixonados em alguns jornais ocidentais e dos apelos à acção de simpatizantes georgianos como Sir Oliver Wardrop, a resposta internacional aos acontecimentos na Geórgia foi moderada. 

### Morte de Karlo Chkheidze e Noe Ramishvili
As esperanças dos emigrados georgianos de que as Grandes Potências pretendessem ajudar começaram a diminuir. Uma perda foi sofrida pelos emigrados georgianos quando Karlo Chkheidze cometeu suicídio  em 1926 e Noe Ramishvili,  o mais enérgico político emigrado georgiano e presidente do primeiro governo da República Democrática da Geórgia, foi assassinado por um espião bolchevique em 1930.

### Infiltração soviética no governo georgiano no exílio
A inteligência soviética conseguiu infiltrar-se no governo exilado, em grande parte devido à rede de inteligência pessoal de Lavrenti Beria, tanto antes como depois da Segunda Guerra Mundial.

## Política

### Reconhecimento diplomático

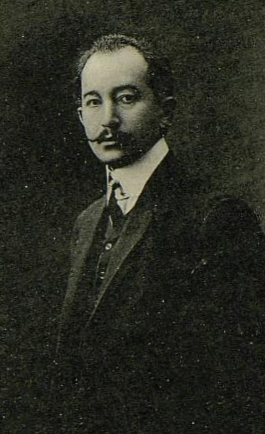
Evgeni Gegechkori, chefe do Governo Nacional da Geórgia no exílio, 1953–1954.

Com a emigração do governo de Zhordania e o estabelecimento da RSS da Geórgia, a questão do reconhecimento foi considerada pelos estados estrangeiros que reconheceram de jure a independência da Geórgia antes da conquista soviética. Alguns países, particularmente a Libéria e o México, reconheceram o DRG quando o seu governo já estava no exílio, em 28 de março de 1921 e 12 de maio de 1921, respetivamente. O NGG continuou a ser reconhecido durante algum tempo como "o governo legítimo da Geórgia" pela Bélgica, Reino Unido, França e Polônia.  A NGG conseguiu manter uma legação em Paris até 1933 (presidida por Sosipatre Asatiani ), altura em que foi encerrada em consequência do Pacto de Não Agressão Franco-Soviético de 29 de Novembro de 1932. A NGG e o seu principal aliado na Europa, o Comité Internacional para a Geórgia, cujo presidente era Jean Martin, diretor do Journal de Genève, iniciaram posteriormente uma campanha contra a admissão da URSS na Liga das Nações, o que, no entanto, ocorreu durante o mês de setembro de 1934, diminuindo ainda mais a eficácia da NGG. 

### Chefes do Governo Nacional da Geórgia no exílio
- 1921–1953 — Noi Jordania (1868–1953)
- 1953–1954 — Evgeni Gegechkori (1881–1954)